# Латерански дворец
Латеранският дворец (на италиански: Palazzo del Laterano) е бивш папски апостолически дворец в Рим, който от ІV до началото на XIV век (до т.нар. авиньонски папски плен) е официална резиденция на римските папи. По името на двореца своето име получава и главната католическа църква в света „Сан Джовани ин Латерано“, наричана също така и Латеранска базилика, която се намира до двореца. В Латеранския дворец понастоящем се помещава Историческия музей на Ватикана, в който е представена историята на Папската държава, както и офиси и апартаменти на Римската епархия и на генералния викарий на Рим.

## История
Мястото, на което сега се намират Латеранския дворец и Латеранската базилика, в епохата на Римската империя е заето от Домус Латерани – дома на фамилията Латерани, членовете на която служат на няколко римски императори. Един от членовете на семейството, Платиус Латеранус, е обвинен от Нерон в заговор против императора, в резултат на което цялото му имущество е конфискувано. През ІV век Домус Латерани е предаден на папата, а изградената на това място базилика постепенно е преустроена и разширена, и се превръща в главна катедрала на Рим, като получава името „Сан Джовани ин Латерано“.
През Х век дворецът и базиликата са реставрирани след пожар, а по-късно и богато украсени по време на понтификата на папа Инокентий III. В близост до тях е поставен и Латеранския обелиск, докаран от Древен Египет. С височина от 45,7 м. обелискът е най-високият в Рим и най-големият древноегипетски обелиск в света с тегло от около 230 тона.
Латеранският дворец губи своето значение след като папите са прогонени в Авиньон, Франция, и започва периода на т.н авиньонско папство (1309 – 1378), през който период резиденция на папите става Папския дворец в Авиньон.
През 1308 г. и 1361 г. Латеранският дворец е сериозно повреден и частично разрушен от големи пожари, и независимо от последвалото възстановяване, никога вече не успява да върне предишното си величие. След завръщането на папския двор в Рим през 1378 г., първоначално резиденция на папата става базиликата Санта Мария ин Трастевере, а впоследствие – Санта Мария Маджоре. След построяването на Апостолическия ватикански дворец, Латеранският дворец става второстепенна резиденция.
През 1586 г. папа Сикст V заповядва за се разруши това, което е останало от античния Латерански дворец и да се построи на негово място по малка по размер сграда. Новата (лятна) резиденция е построена през 1586 – 1589 г. от архитекта Доменико Фонтана. Архитектурното решение на двореца е сходно с това на Палацо Фарнезе.
От стария Латерански дворец са запазени само три части – Скала Санкта, капелата Санкта Санкторум и Триклиниум Леонинум (част от залата за приеми на папа Лъв III, украсена с мозайки).
В края на ХVІІ век папа Инокентий XII създава в част от Латеранския дворец приют за сираци. През ХІХ век в двореца е създаден музей на религиозното изкуство и езическата култура. През 1925 г. е създаден и етнографски музей, чиято колекция е събрана от католически мисионери. През 1929 г. в Латеранския дворец са подписани Латеранските договори – система от договори, регулиращи отношенията между Светия престол и Италианската държава.
До 1963 г. в двореца са разположени някои от Ватиканските музеи – Етнологическия музей и Григорианския музей на светското изкуство. От 1991 г. в Латеранския дворец се помещава едно от отделенията на Ватиканските музеи – т.нар. Исторически музей на Ватикана.